# Kinji Imanishi
Kinji Imanishi (今西錦司?; 6 gennaio 1902 – 15 giugno 1992) è stato un antropologo e ecologista giapponese.
Fondatore dell'Istituto di Ricerca sui primati dell'università di Kyoto, ed insieme con Junichiro Itani è considerato il fondatore della primatologia giapponese.

## Pubblicazioni
- Imanishi, Kinji (1941): Seibutsu no Sekai (生物の世界). Kōbundō
- Imanishi, Kinji (2002) The World of Living Things ISBN 0-7007-1632-7